# Nataliya Pechenkina
Natalya Aleksandrovna Pechonkina (russe : Наталья Печёнкина, transcription française : Natalia Petchionkina) le 15 juillet 1946, puis à la suite d'un second mariage Chistyakova (russe : Чистякова) est une ancienne athlète qui courait principalement sur 400 m.

## Biographie
Sous son nom de jeune fille, Burda, elle a commencé l'athlétisme à Saratov.
Le 9 mars 1966, elle établissait un nouveau record du monde du 400 m et l'améliorait le lendemain.
Aux Jeux olympiques d'été de 1968 à Mexico, elle a remporté la médaille de bronze du 400 m derrière Colette Besson et Lillian Board.
Dès 1971, elle apparaissait sur la scène internationale sous le nom de Chistyakova, après avoir épousé Valentin Chistyakov, un hurdler qui s'était classé sixième aux Jeux olympiques d'été de 1960. Aux championnats d'Europe de 1971, elle se classait cinquième sur 400 m et obtenait le bronze en relais 4 × 400 m. Elle fit une dernière apparition aux Jeux olympiques d'été de 1972 sans y obtenir de médaille.
Son fils, Viktor Chistyakov a représenté l'Australie aux Jeux olympiques d'été de 2000 à Sydney et s'y classait cinquième au saut à la perche.

## Palmarès

### Jeux olympiques
- Jeux olympiques d'été de 1968 à Mexico ( Mexique)
  -  Médaille de bronze sur 400 m
- Jeux olympiques d'été de 1972 à Munich ( Allemagne de l'Ouest)
  - éliminée en quart de finale sur 400 m
  - 8e en relais 4 × 400 m

#### Championnats d'Europe d'athlétisme
- Championnats d'Europe d'athlétisme 1971 à Helsinki ( Finlande)
  - 5e sur 400 m
  -  Médaille de bronze en relais 4 × 400 m

### En salle
- Jeux européens d'athlétisme en salle de 1968 à Madrid ( Espagne)
  -  Médaille d'or sur 400 m
  - disqualifiée en finale du relais 4 × 1 tour

## Sources
- (de) Cet article est partiellement ou en totalité issu de l’article de Wikipédia en allemand intitulé « Natalja Petschonkina » (voir la liste des auteurs).